# 万冲镇
万冲镇，是中华人民共和国海南省乐东黎族自治县下辖的一个乡镇级行政单位。

## 行政区划
万冲镇下辖以下地区：
南流村、洋老村、万冲村、南班村、山明村、友谊村、三柏村、三人村、国强村、排慎村、抱隆村、卡法村、抱班村、保派村和德崖村。